# Ralf und Florian
Ralf und Florian er det tredje studiealbum fra det tyske elektroniske band Kraftwerk. Det blev udgivet i oktober 1973 via Philips. På albummet bevæger gruppen sig tættere på det der senere skulle blive deres velkendte elektroniske lyd.>
Pr.  2020 er Ralf und Florian, ligesom Kraftwerks første to album, aldrig blevet genudgivet på CD. Albummet er dog indflydelsesrigt og efterspurgt, og bootleg-cd'er blev i 1990'erne distribueret af Germanofon. I 2008 udråbte Fact albummet til et af verdens 20 bedste ambient-album.

## Spor
All musik komponeret af Ralf Hütter and Florian Schneider.
| 1. | "Elektrisches Roulette" | 4:20 |
| 2. | "Tongebirge"            | 2:50 |
| 3. | "Kristallo"             | 6:20 |
| 4. | "Heimatklänge"          | 3:45 |

| 5. | "Tanzmusik"        | 6:35  |
| 6. | "Ananas Symphonie" | 13:55 |

## Musikere

### Kraftwerk
- Ralf Hütter – vokal, keyboards, orgel, elektronik, basguitar, guitar, zither, trommer, percussion
- Florian Schneider – vokal, keyboards, elektronik, fløjte, violin, guitar, percussion